# Willie Aames
Willie Aames, właśc. Albert William Upton (ur. 15 lipca 1960 w Newport Beach) – amerykański aktor, a także reżyser, scenarzysta i producent filmowy. W latach 70. XX wieku był dziecięcą i młodzieżową gwiazdą amerykańskiej telewizji.

## Życiorys
Urodził się w kalifornijskim kurorcie Newport Beach. Wychowywał się ze starszym rodzeństwem – dwoma braćmi i siostrą. Uczęszczał do Edison High School w Huntington Beach. Śpiewał w chórze Madrigal Ensemble. Był także wokalistą i gitarzystą zespołu Willie Aames & Paradise.
Na ekranie zadebiutował jako jedenastolatek w serialach telewizyjnych, w tym w The Odd Couple (1971) na podstawie sztuki Neila Simona, westernowym tasiemcu CBS Gunsmoke (1971, 1973) czy policyjnym NBC Adam-12 (1971, 1974). W miniserialu CBS Benjamin Franklin (The Lives of Benjamin Franklin, 1974) wcielił się w postać 12-letniego Benjamina. Podkładał także głos jako Jamie Boyle w popularnym sitcomie animowanym wytwórni Hanna-Barbera Wait Till Your Father Gets Home (1972–1974). W serialu telewizji ABC Szwajcarscy Robinsonowie (The Swiss Family Robinson, 1975–1976) pojawił się jako Fred Robinson.
Jako siedemnastolatek grał postać Tommy’ego Bradforda, jednego z ośmiorga dzieci we wszystkich 112 odcinkach ABC Eight Is Enough (1977–1981) z Dickiem Van Pattenem w roli ojca rodziny, a następnie w jego dwóch filmowych sequelach Eight Is Enough: A Family Reunion (1987) i An Eight Is Enough Wedding (1989).
Po raz pierwszy wystąpił na dużym ekranie jako Stuart Selsome w komedii Łowcy rupieci (Scavenger Hunt, 1979) u boku Jamesa Coco i Arnolda Schwarzeneggera. Można go było także dostrzec w serialu CBS The Waltons (1975) w roli Danny’ego Comleya, a także w sitcomie ABC Statek miłości (1982) czy operze mydlanej ABC The Edge of Night (1983).
Karierę na dużym ekranie kontynuował w głównej roli Peytona Nicholsa w erotycznej komedii młodzieżowej Chłopak o bombowym wzroku (Zapped!, 1982) ze Scottem Baio i Heather Thomas oraz jako David w filmie Raj (Paradise, 1982), opartym na pomyśle Błękitnej laguny, z Phoebe Cates. Jednak obie te role w 1983 przyniosły mu nominację do Złotej Maliny w kategorii „Najgorszy aktor”.
W latach 1983–1985 podkładał głos w serialu animowanym Lochy i smoki (Dungeons & Dragons), a szczyt jego popularności to rola Buddy’ego Lembecka, najlepszego przyjaciela tytułowego Charlesa (grany przez Scotta Baio) w sitcomie NBC Charles in Charge (1984–1990).
W kolejnych latach coraz rzadziej pojawiał się na ekranie, pracował jednak w przemyśle filmowym jako reżyser, scenarzysta i producent.
W latach 90. prowadził telewizyjne show The Krypton Factor oraz wcielał się w postać ewangelickiego superbohatera Biblemana w programach telewizyjnych i występach na żywo (1995–2003). W 2008 występował w Celebrity Fit Club, a także w kilku filmach dokumentalnych.

## Życie prywatne
Trzykrotnie żonaty. 15 grudnia 1979 poślubił Victorię Weatherman, z którą ma syna Christophera Williama (ur. 25 czerwca 1981). Jednak w 1984 rozwiódł się. 15 marca 1986 ożenił się z Maylo McCaslin, z którą ma córkę Harleigh Jean (ur. 21 lipca 1990). W 2009 doszło do rozwodu. Walczył z uzależnieniem od narkotyków i alkoholu. 21 marca 2014 poślubił Winnie Hung.

## Filmografia

### Filmy fabularne
- 1977 – Łowcy rupieci jako Kenny Stevens
- 1982 – Raj (Paradise) jako David
- 1982 – Chłopak o bombowym wzroku (Zapped!) jako Peyton Nichols
- 1985 – Inferno in diretta (Cut and Run) jako Tommy Allo
- 1987 – Eight Is Enough: A Family Reunion jako Tommy Bradford
- 1989 – An Eight Is Enough Wedding' jako Tommy Bradford

### Seriale telewizyjne
- 1971 – The Odd Couple jako Leonard (1 odcinek)
- 1971–1972 – Gunsmoke (2 odcinki, jako różne postacie)
- 1971–1972 – The Courtship of Eddie's Father jako Harold O’Brien (4 odcinki)
- 1974 – Benjamin Franklin jako Benjamin Franklin (12 letni)
- 1975–1976 – Szwajcarscy Robinsonowie jako Fred Robinson
- 1976 – Family jako T.J. Latimer (6 odcinków)
- 1977–1981 – Eight Is Enough jako Tommy Bradford
- 1982 – Statek miłości jako Danny (1 odcinek)
- 1983 – The Edge of Night jako Robbie Hamlin (kilka odcinków)
- 1984–1990 – Charles in Charge jako Buddy Lembeck

### Dubbing
- 1972–1974 – Wait Till Your Father Gets Home jako Jaime Boyle (38 odcinków)
- 1983–1985 – Lochy i smoki jako ranger Hank (27 odcinków)
- 2006– Na górze i na dole jako narrator

### Programy telewizyjne
- 1991 – The Krypton Factor – prowadzący program
- 1995–2003 – Bibleman jako Bibleman